# Stobajos
Jan Stobajos (gr. Ἰωάννης Στοβαῖος) – grecki pisarz pochodzący ze Stoboj w Macedonii, aktywny na początku V wieku.
Jest autorem składającego się z czterech ksiąg dzieła Ἐκλογῶν, ἀποφθεγμάτων, ὑποθηκῶν βιβλία τέσσαρα (Wypisy, wypowiedzi i nauki). Zawarł w nim wybór tekstów z ponad 500 autorów greckich. Księga 1 zawiera fragmenty na temat filozofii, teologii i fizyki, księga 2 dialektyki, retoryki, etyki i poezji, księga 3 zalet i wad ludzkich, księga 4 polityki i ekonomii. Cytaty podzielone są na 206 rozdziałów, z których każdy poprzedzony jest mottem. Praca ta zachowała się w stanie niekompletnym, brakuje wstępu i znacznych partii księgi drugiej. Teksty autorów starożytnych zamieszczone u Stobajosa są wierniejsze niż w późniejszych rękopisach średniowiecznych, a niekiedy stanowią jedynie ich źródło.